# Öster-Järnåstjärnen
Öster-Järnåstjärnen är en sjö i Sundsvalls kommun i Medelpad och ingår i Ljungan-Gnarpsåns kustområde. Sjön har en area på 0,0665 kvadratkilometer och ligger 203 meter över havet. Sjön avvattnas av vattendraget Galtströmmen.

## Delavrinningsområde
Öster-Järnåstjärnen ingår i det delavrinningsområde (689417-157846) som SMHI kallar för Inloppet i Armsjön. Medelhöjden är 188 meter över havet och ytan är 5,03 kvadratkilometer. Det finns inga avrinningsområden uppströms utan avrinningsområdet är högsta punkten. Avrinningsområdets utflöde Galtströmmen mynnar i havet. Avrinningsområdet består mestadels av skog (88 procent). Avrinningsområdet har 0,07 kvadratkilometer vattenytor vilket ger det en sjöprocent på 1,3 procent.